# Stijn De Smet
Pour les articles homonymes, voir de Smet.
Stijn De Smet est un footballeur international belge, né le 27 mars 1985 à Bruges. Il a évolué principalement au poste d'attaquant. Il a mis en terme à sa carrière de joueur en décembre 2020.

## Biographie
Il est international belge depuis 2008 auparavant il avait participé au championnat d'Europe Espoirs 2007 aux Pays-Bas.

## Palmarès
- Coupe de Belgique 2010 avec La Gantoise.